# Night and Day (chanson)
Night and Day est une chanson écrite et composée par Cole Porter pour sa comédie musicale Gay Divorce (en), créée à Broadway en 1932.

## Historique
La chanson est créée à Broadway par Fred Astaire, l'interprète du rôle de Guy Holden dans la production originale. C'est le premier rôle d'Astaire sans sa sœur Adele.
Fred Astaire enregistre cette chanson en 1932 avec l'orchestre de Leo Reisman. L'enregistrement est numéro 1 aux États-Unis pendant 10 semaines.
La chanson est également utilisée dans l'adaptation cinématographique de la comédie musicale, le film La Joyeuse Divorcée sorti en 1934. C'est d'ailleurs la seule chanson de la comédie musicale originale utilisée dans le film. Le film est le premier à mettre en vedette Fred Astaire et Ginger Rogers.
Les instrumentistes ont pris l'habitude de jouer la première moitié de la section A de la chanson (et parfois tout le morceau) sur un rythme latin, avant de revenir au swing. Bill Evans popularise cette approche sur son album Everybody Digs Bill Evans (1958).

## Analyse
Le morceau est construit sur une forme AABC de 16 mesures chacune. La section commence par les mots « Night and Day » ou « Day and Night », le reste étant une simple répétition d'un si , permettant de mettre en valeur l'harmonie et le rythme.
Deux versions de l'origine de cette répétition existent : selon David Ewen (Great Men of American Popular Song, 1972), Cole Porter a eu cette idée au cours d'un voyage au Maroc, en entendant au loin un tambour, en écho aux premières paroles de la chanson (« Like the beat, beat, beat, of the tom-tom; When the jungle shadows fall », « Comme le boum, boum, boum, du tambour ; Quand tombe l'ombre de la jungle »). Quant à Will Friedwald (Stardust Melodies, 2002) il explique que c'est l'écoute du goutte-à-goutte d'un robinet chez des amis qui est à l'origine de l'idée, et qui fait écho aux paroles de la chanson (« Like the drip, drip, drip, of the rain drops », « Comme le plic, plic, plic, des gouttes de pluie»).
La seconde partie de la section A est basée sur une basse descendant chromatiquement, ce qui était novateur pour l'époque ; cette progression harmonique est aujourd'hui devenue un cliché, utilisé par de nombreux musiciens pour des « outros ».
La partie B alterne entre la tonalité principale et celle d’une tierce mineure au-dessus. Cette modulation sera fréquemment utilisée pour donner un côté épique à la musique de film, mais elle est assez rare, voire unique, dans le contexte d'une chanson populaire.

## Reprises et adaptations

### Version vocale
- 1940 : Billie Holiday[6]
- 1942 : Frank Sinatra, avec l'orchestre d'Axel Stordahl[7]
- 1956 : Ella Fitzgerald (Ella Fitzgerald Sings The Cole Porter Songbook)
- 1982 : Everything but the Girl (single)[1]
- 1990 : U2 (Night & Day[8])
- 1992 : Tony Bennett (Perfectly Frank)
- 1995 : The Temptations (For Lovers Only (en))
- 2021 : Lady Gaga et Tony Bennett (Love for Sale)

La chanson a été adaptée en français par Louis Henneve et Harms Richter sous le titre Tout le jour, toute la nuit.

### Version instrumentale
- 1945 : Erroll Garner trio
- 1953 : Art Tatum
- 1958 : Bill Evans (Everybody Digs Bill Evans)
- 1964 : Joe Henderson (Inner Urge)
- 1964 : Stan Getz et Bill Evans (Stan Getz & Bill Evans)
- 1985 : Michel Petrucciani (Pianism)
- 2015 : Leïla Olivesi (Utopia)